# Get Up (I Feel like Being a) Sex Machine
Get Up (I Feel like Being a) Sex Machine (anche nota come Sex Machine) è un singolo in due parti del cantante statunitense James Brown del 1970 pubblicato per l'etichetta King Records.

## Descrizione
Tra i pezzi più famosi del repertorio di Brown, Get Up (I Feel like Being a) Sex Machine è una delle prime tracce dell'artista a segnare la sua transizione al genere funk, nonché il primissimo singolo in cui figura la neonata band di supporto The J.B.'s. Rispetto ai singoli delle precedenti produzioni anni sessanta del musicista, si tratta di un brano caratterizzato da un minore uso dei fiati, in favore di un pressante riff eseguito al basso e alla chitarra rispettivamente dai fratelli Bootsy e Catfish Collins, e della batteria suonata da Jabo Starks. Alla voce vi è invece un duetto - in forma di "botta e risposta" - tra James Brown e Bobby Byrd. Il brano originale dura complessivamente cinque minuti, mentre la versione contenuta nell'album Sex Machine Today (1975) ha una durata di 11 minuti e 55 secondi.

## Accoglienza
Il pezzo è stato classificato dalla rivista Rolling Stone #326 nella sua lista delle 500 migliori canzoni.

## Nella cultura di massa
Notevole è la lista di film, serie TV e programmi televisivi nei quali appaiono versioni del pezzo; tra i primi possono essere citati Città di Dio, La rivincita delle bionde e Lo smoking, nel quale la canzone è cantata da Jackie Chan. Anche nel film giapponese Get Up!, incentrato attorno alla figura di uno Yakuza appassionato di James Brown, la canzone appare ovviamente nella colonna sonora; lo stesso titolo del film (in lingua giapponese traslitterato in Geroppa!) deriva da quello del pezzo.
Anche nella sitcom Scrubs il pezzo fa una breve apparizione in un episodio della seconda serie, La Mia Regina del Dramma, in due distinte fantasie in cui il protagonista J.D. la immagina cantata dal personaggio di "Rerun" (Fred Berry) del telefilm statunitense What's Happening!!.

## Musicisti
- James Brown – voce, piano e tamburello
- Clayton "Chicken" Gunnells – tromba
- Darryl "Hassan" Jamison – tromba
- Robert McCollough – sassofono tenore
- Bobby Byrd – organo, voce
- Phelps "Catfish" Collins – chitarra
- William "Bootsy" Collins – basso
- John "Jabo" Starks – batteria

## Tracce
1. Get Up (I Feel Like Being a) Sex Machine (part 1) – 2:49
2. Get Up (I Feel Like Being a) Sex Machine (part 2) – 2:33